# Häuslingen
Häuslingen är en kommun i Landkreis Heidekreis i förbundslandet Niedersachsen i Tyskland. 
Kommunen bildades 1 mars 1974 genom en sammanslagning av de tidigare kommunerna Groß Häuslingen och Klein Häuslingen.
Kommunen ingår i kommunalförbundet Samtgemeinde Rethem (Aller) tillsammans med ytterligare tre kommuner.